# Alfredo Travia
Alfredo Travia (Siracusa, 22 febbraio 1924 – Albenga, 17 ottobre 2000) è stato un calciatore italiano, di ruolo difensore.

## Carriera
Disputa le prime stagione da professionista in Serie B, prima con l'Arsenale di Taranto e quindi con il Como, partecipando nella stagione 1948-1949 alla prima storica promozione dei lariani in Serie A. Esordisce quindi in massima serie nella stagione successiva, disputando due campionati da titolare con il Como, conclusi con un sesto e un ottavo.
Nel 1951 si trasferisce alla Pro Patria, con cui disputa altre due stagioni in massima serie, la seconda delle quali conclusa con la retrocessione in B, per poi essere acquistato, nel 1953, dalla Juventus. Nella prima stagione a Torino è utilizzato prevalentemente come rincalzo difensivo (4 presenze complessive), mentre nell'annata 1954-1955 le presenze salgono a 18.
Nella partita Juve-Milan disputatasi a Milano il 15 maggio 1955, Travia dovette essere sostituito in quanto fu arrestato il giorno precedente nel suo bar di Torino, per oltraggio a pubblico ufficiale, e tradotto nelle carceri Nuove.
A fine stagione viene ceduto all'Alessandria, con cui disputa il campionato di Serie B 1955-1956, ultimo suo torneo ad alto livello.
In carriera ha totalizzato complessivamente 156 presenze in Serie A, con all'attivo una rete nel pareggio esterno contro la Fiorentina nella stagione 1952-1953, e 121 presenze in Serie B.

## Palmarès

### Club

#### Competizioni nazionali
- Serie B: 1

Como: 1948-1949